# 特恩布爾鎮區 (北卡羅萊納州布拉登縣)
特恩布爾鎮區（英語：Turnbull Township）是位於美國北卡羅萊納州布拉登縣的一個鎮區。

## 地方資料
特恩布爾鎮區的面積為126.65平方千米，皆為陸地。根據2020年美國人口普查的數據，當地共有人口939人，而人口密度為每平方千米7.41人。